# Buncombe (Illinois)
Pour les articles homonymes, voir Buncombe.
Buncombe est un village du comté de  Johnson dans l'Illinois, aux États-Unis,. Situé au sud du comté, il est incorporé le 28 juillet 1916.

## Démographie
Lors du recensement de 2010, le village comptait une population de 203 habitants. Elle est estimée, en 2016, à 206 habitants.

## Source de la traduction
- (en) Cet article est partiellement ou en totalité issu de l’article de Wikipédia en anglais intitulé « Buncombe, Illinois » (voir la liste des auteurs).